# Chamissoplatz
Chamissoplatz är ett torg i södra Kreuzberg i Berlin, beläget mellan gatorna Willibald-Alexis-Strasse och Arndtstrasse. Torget är uppkallat efter naturforskaren och poeten Adelbert von Chamisso (1781–1838). Bebyggelsen i kvarteren kring torget uppfördes under 1800-talet och har huvudsakligen överlevt andra världskriget och efterkrigstidens rivningar.

## Läge och nuvarande användning
Torget ligger i kvarteren mellan den tidigare Berlin-Tempelhofs flygplats i söder och Bergmannstrasse i norr, i det område i Kreuzberg som informellt benämns Bergmannkiez av lokalbor. 
Chamissoplatz centrala parkyta är idag en lekplats med vattenlek. På östra sidan av parken hålls varje lördag en veckomarknad med ekologiska produkter från Berlin och Brandenburg. Till de mer etablerade säljarna hör Marienhöhes gård utanför Bad Saarow, som odlar biodynamiskt sedan 1928 och därmed är Tysklands äldsta ekologiska bondgård.
Områdets enhetliga bebyggelse gör det till ett populärt mål för sightseeing. Här ligger också flera restauranger och barer. Den gamla bebyggelsen gör också att torget ofta använts som kuliss för filmer som utspelas före andra världskriget, till exempel Berlin Chamissoplatz från 1980. Samtliga byggnader vid torget och de närmast angränsande gatorna är idag skyddade som kulturminnen.

## Historia
Kvarteren kring Chamissoplatz uppstod i samband med Berlins snabba tillväxt under Gründerzeitåren, och anlades som en utvidgning av Hobrechtplanen med start 1877. Det dekorativt anlagda torget i mitten designades av Berlins trädgårdsdirektör Hermann Mächtig 1887. År 1890 fick torget sitt namn efter den fransk-tyske naturforskaren och poeten Adelbert von Chamisso. Vid denna tidpunkt var bebyggelsen kring torget redan sluten. Byggnaderna är till större del ritade i nybarock och nyrenässansstil. Ursprungligen gjorde man skillnad på torget Chamissoplatz och gatorna Am Chamissoplatz, som var adressen till gatorna som omger torget på östra och västra sidan. 
Befolkningen i området tillhörde ursprungligen arbetarklassen och den lägre medelklassen. Här slog sig bland andra lärare, lägre tjänstemän, hantverkare och arbetare ned. Då även innergårdarna var bebyggda med gårdshus var befolkningstätheten hög och komforten relativt låg. Mellan 15 och 20 familjer bodde i varje hus. De omgivande gatorna var stenbelagda. De ursprungliga gaslyktorna är också bevarade.
Efter husockupationer på 1980-talet inleddes omfattande renoveringar i hela området. Den kraftigt förbättrade boendestandarden i området och privatiseringar ledde till en explosiv ökning av hyrorna och en tilltagande gentrifiering. Området kring Chamissoplatz fick en lokal bevarandeförordning utfärdad av Friedrichshain-Kreuzbergs stadsdelsförvaltning 2005, vilket bland annat syftar till att begränsa och reglera omvandlingen från hyres- till ägarlägenheter.